# ヴァレリ・フリストフ
ヴァレリ・フリストフ（Valeri Hristov (ブルガリア語: Валери Христов、1998年3月10日 - ）は、ブルガリア・ヴァルナ出身のプロサッカー選手。SFKエタル・ヴェリコ・タルノヴォ所属。ポジションは、ディフェンダー（ライトバック）、ミッドフィールダー。